# Edward Ellice (marchand)
Pour les articles homonymes, voir Edward Ellice.
Edward Ellice (27 septembre 1783 – 17 septembre 1863), est un marchand et homme politique britannique.

## Biographie
Ellice est né à Londres, fils d'Alexander Ellice et d'Ann Russell. En 1795, son père acheta la Seigneurie de Villechauve, de Michel Chartier de Lotbinière, Marquis de Lotbinière. Cette seigneurie, dans laquelle se trouve l'actuelle ville de Beauharnois au Québec, s'étendait du fleuve St-Laurent jusqu'à la frontière américaine. Il fit ses études à la public-school de Winchester puis à l'université d'Aberdeen. Il s'engagea dans le commerce des fourrures du Canada à partir de 1803. 
Les îles Ellice, longtemps une partie de la colonie britannique des îles Gilbert et Ellice, formant maintenant la nation indépendante des Tuvalu ont été nommées en son honneur.
Il fut élu membre du Parlement pour Coventry en 1818, 1820, 1830, et entre 1831 et 1863. Il fut secrétaire au Trésor et Whip pour le gouvernement du Lord Grey de 1830 à 1832. Il fut secrétaire à la Guerre du Royaume-Uni (1832–1834).
Il participa à la création du Reform Club à Londres en 1836. Il apporta son soutien au premier ministre Palmerston et est nommé, le 3 avril 1833, en tant que Privy Counsellor (CP).
Le fonds d'archives de la famille Ellice est conservé au centre d'archives de Montréal à la bibliothèque nationale du Québec. 